# Sehet, wir gehn hinauf gen Jerusalem
Sehet, wir gehn hinauf gen Jerusalem (Voyez ! Nous montons à Jérusalem !) (BWV 159), est une cantate religieuse de Johann Sebastian Bach composée à Leipzig en 1729.

## Histoire et livret
Bach écrivit la cantate à l'occasion du Quinquagésime et la dirigea probablement le 27 février 1729. C'est le dernier dimanche avant Carême, quand Leipzig observait le tempus clausum (en) et qu'aucune cantate n'était jouée. Pour cette destination liturgique, trois autres cantates ont franchi le seuil de la postérité : les BWV 22, 23 et 127. En 1723 Bach avait composé deux cantates pour ce dimanche, Du wahrer Gott und Davids Sohn, BWV 23, et Jesus nahm zu sich die Zwölfe, BWV 22, œuvres de démonstration pour prétendre au poste de Thomaskantor à Leipzig. En 1729 la cantate fut la dernière jouée un dimanche avant la Passion selon saint Matthieu, le Vendredi saint de cette année.
Les lectures prescrites pour ce jour étaient 1 Cor. 13 :1–13, et Luc. 18 :31–43, la guérison de l'aveugle près de Jéricho. L'Évangile inclut le passage où Jésus annonce ses souffrances à Jérusalem. Alors que les précédentes cantates de Bach prenaient également en considération la guérison, celle-ci se concentre sur la Passion du Christ. Le texte est de Picander (qui a aussi écrit le texte de la Passion selon saint Matthieu) et fut publié dans son « Jahrgang » de 1728, ce qui rend possible une première interprétation en 1729. Le poète se concentre sur l'annonce de la souffrance qui est regardée comme extraordinaire (1e mouvement), un exemple à suivre (2e mouvement), une raison de se détacher des plaisirs mondains (3e mouvement) et finalement comme une raison de remercier (4e et 5e mouvements).
Dans le deuxième mouvement, le poète commente le récitatif par la sixième stance du choral O Haupt voll Blut und Wunden de Paul Gerhardt, qui apparaît dans la Passion selon saint Matthieu, dans celle-ci et quatre autres stances. Le début du quatrième mouvement « Es ist vollbracht » Jean 19 :30), apparaît littéralement dans l'Évangile selon Jean comme l'une des Sept paroles de Jésus en croix, et est annoncée dans le verset de l'évangile de dimanche Luc. 18 :31. La Passion selon saint Jean de Bach contient une aria pour alto sur ces mots, comme un résumé de la Passion immédiatement après la mort de Jésus. Le choral final est la dernière des 33 stances du Jesu Leiden, Pein und Tod de Paul Stockmann (1633).

## Structure et instrumentation
La cantate est écrite pour hautbois, deux violons, alto et basse continue, y compris basson avec trois solistes (alto, ténor, basse) et un chœur à quatre voix, uniquement pour le choral. Le choral au deuxième mouvement peut être chanté par une soprano soliste ou la soprano du chœur.
Il y a cinq mouvements :
1. arioso et récitatif (basse, alto) : Sehet, wir gehn hinauf gen Jerusalem  – Komm, schaue doch, mein Sinn
2. aria et choral (alto, soprano, hautbois) : Ich folge dir nach – Ich will hier bei dir stehen
3. récitatif (ténor) : Nun will ich mich, mein Jesu
4. aria (basse, hautbois) : Es ist vollbracht
5. choral : Jesu, deine Passion ist mir lauter Freude

## Musique
Le premier mouvement est un dialogue de Jésus et de l'Âme dans lequel L'Âme est chantée par l'alto (et non par la soprano comme dans beaucoup d'autres dialogues comparables) et Jésus par la basse en tant que Vox Christi. Bach instaure un contraste dramatique en disposant les paroles de Jésus en arioso accompagné du continuo qui entraîne la réponse de l'Âme par un récitatif accompagné des cordes. L'instrumentation est à l'opposé du traitement dans la Passion selon saint Matthieu où les paroles de Jésus sont accompagnées du « halo » d'un quatuor à cordes. Le mot « Sehet » (littéralement : vois!) s'exprime en un long mélisme et le déplacement vers Jérusalem en une échelle ascendante. Le texte est répété plusieurs fois, accentuant plusieurs mots pour faire valoir différents aspects de la signification générale.
Dans le deuxième mouvement, les expressives lignes mélodiques de l'alto sont commentées par le  choral sur la mélodie de Befiehl du deine Wege. La cantate trouve son acmé dans le quatrième mouvement quand la Vox Christi reflète l'accomplissement de la Passion, « Es ist vollbracht ». Le hautbois introduit un motif méditatif que reprend la basse, les deux se reposant sur un jeu soutenu des cordes. La section centrale illustre les mots « Nun will ich eilen » en courses de la voix, du hautbois et du violon. Un quasi da capo reprend le premier motif sur les mots « Welt, gute Nacht ». Le choral final est disposé en quatre parties.

## Sources
- Gilles Cantagrel, Les cantates de J.-S. Bach, Paris, Fayard, mars 2010, 1665 p.  (ISBN 978-2-213-64434-9)

- (en) Cet article est partiellement ou en totalité issu de l’article de Wikipédia en anglais intitulé « Sehet, wir gehn hinauf gen Jerusalem, BWV 159 » (voir la liste des auteurs).